# Свадеші
Рух Свадеші (бенг. স্বদেশী, гінді स्वदेशी, досл. «вітчизняний») — одна з форм антиімперіалістичного руху в Індії.

## Опис
Рух Свадеші мав на меті досягнення незалежності від Британської імперії та покращення економічних умов в Індії шляхом слідування принципам свадеші (самостійності). Зародився наприкінці 19 ст. Прихильники руху в основному боролися за розвиток національних промисловості й ремесла, що зазнавали конкуренції з боку іноземних товарів. Бойкотували британські товари та дбали у відродженні їхнього домашнього виробництва. Саме через бойкот емблемою свадеші була прядка.
Рух започатковано в період першого розподілу Бенгалії (1905) і тривав він до 1911 р. , його ідейними натхненниками були Шрі Ауробіндо, Локманья Бал Гангадхар Тілак і Лала Раджпат Рай. Свадеши став одним з основних положень ідеології Махатма Ганді, який описував його як уособлення свараджа (незалежності).

## Етимологія
Слово свадеші це сандхи — складення двох санскритських слів. Сва значить «свій, власний», а деш — «країна». Тобто, свадеш значить власна країна, а в формі приметника свадеші — «з власної країни».